# Trichilia surumuensis
Trichilia surumuensis är en tvåhjärtbladig växtart som beskrevs av C. Dc.. Trichilia surumuensis ingår i släktet Trichilia och familjen Meliaceae. Inga underarter finns listade i Catalogue of Life.